# Tuy Hòa
Tuy Hòa wymowaⓘ – miasto w Wietnamie, stolica prowincji Phú Yên, port rybacki nad Morzem Południowochińskim. W 2009 roku liczyło 122 838 mieszkańców.
Przemysł spożywczy, rybołówstwo, produkcja soli z wody morskiej, posiada własne lotnisko.